# Chloe Dalton
Chloe Dalton (11 de julho de 1993) é uma ruguebolista de sevens australiana, campeã olímpica.

## Carreira
Chloe Dalton integrou o elenco da Seleção Australiana Feminina de Rugby Sevens medalha de ouro na Rio 2016, ela fez dois tries.